# Миодраг Новаковић Џуџа
Миодраг Новаковић Џуџа (Ћуприја, 6. јун 1919 — Зајечар, 6. мај 1955), учесник Народноослободилачке борбе, потпуковник ЈНА и народни херој Југославије.

## Биографија
Рођен је 6. јуна 1919. године у Ћуприји. Потицао је из радничке породице, његов отац Ранислав је био радник. После основне школе и четири разреда гимназије, изучио је графички занат. Као млади радник, прикључио се револуционарном радничком покрету. Био је члан Синдиката графичких радника и симпатизер тада илегалне Комунистичке партије Југославије (КПЈ).
Након окупације Краљевине Југославије, априла 1941. године прикључио се Народноослободилачком покрету (НОП) и учествовао је у припремама за оружани устанак. Када је 30. јула 1941. године Формирана Параћинско-ћупријска чета, у њу је ушла група од 13 из Ћуприје, међу којима је био и Миодраг. Пошто се истакао већ у првим оружаним акцијама одреда, био је постављен за десетара Белићке партизанске чете, а убрзо потом је био примљен у чланство КПЈ.
Једна од његових првих успешнијих акција, била је напад на село Мијатовац, код Ћуприје, 7. октобра 1941. године. Он је тада командовао једним водом Параћинско-ћупријске чете и једном десетином Белићке чете. Они су прво напали село Мијатовац, разбили непријатељску посаду и спалили општинску архиву, а потом су прешли да десну обалу Велике Мораве и демонтирали моторни млин, који је био у власништву фолксдојчера Карла Ферлогера. Након ове акције потопили су две скеле на левој обали Велике Мораве и срушили „Суви мост“ на прузи Ланиште-Багрдан.
У Левачком срезу, код села Рековца, Миодраг је са својом десетином заробио неколико четника војводе Богдана Годића. За овај подвиг био је јавно, пред целим Поморавским партизанским одредом похваљен од стране Петра Стамболића, делегата ПК КПЈ за Србију. На Јухору, Миодраговој чети се прикључила група рудара, који су успели да од две неексплодиране авионске бомбе направе мине за минирање железничке пруге. Истакао се и у нападу са својим водом на немачку колону, која се кретала ка Лапову и са њом је водио борбу „прса у прса“.
У току Прве непријатељске офанзиве, почетком октобра 1941. године, Немци су, заједно са љотићевцима, недићевцима и четницима Косте Пећанца, предузели општи напад на слободну територију коју је држао Поморавски партизански одред. После упорних борби, Немци су 1. новембра почели из топова да туку Јухор, па је Штаб Поморавског одреда донео одлуку да се због бројности непријатеља, као и могућности да Одред буде разбијен, све четири чете повуку са Јухора. У даноноћним борбама, услед надмоћности непријатеља била је разбијена Параћинско-ћупријска партизанска чета. Миодраг је тада, са групом бораца, у селу Врмџи успео да ухвати везу са Озренским партизанским одредом и пребаци се на њихов терен.
Јануара 1942. године, због оштре зиме и непрекидних непријатељских гоњења, Штаб Озренског одреда, уз присуство члана Окружног комитета КПЈ за Ниш Станимира Вељковића Зелета, донео је одлуку да се Одред подели на четири групе, како би лакше избегао окружење и уништење. Група у којој је био Миодраг, отишла је у сокобањски крај, где је презимела. У пролеће Озренски одред се поново окупио и водио је борбе против четника, недићеваца, љотићеваца, Бугара и Немаца. У близини села Галибабинац, код Сврљига 24. априла 1942. године Озренски одред је заједно са Сврљишким партизанским одредом водио оштру борбу против љотићеваца из Петог добровољачког корпуса, који су били послати у потеру за партизанима. Упркос тешким борбама и првобитном неуспеху, љотићевци нису одустајали од намере да униште партизане на овом терену, па су уз помоћ четничког Белопаланачког одреда отпочели нову потеру за партизанима на Сврљишким планинама.
Почетком јуна 1943. године, на тражење руководилаца устанка у југоисточној Србији, са Јастребца је била упућена једна чета Јужноморавског партизанског одреда са задатком да помогне мобилизацију бораца из југоисточне Србије, као и у јачању Озренског и Тимочког партизанског одреда. Ова чета предвођена Миодрагом је у ноћи 8/9. јуна, заједно са групом Озренаца, напала рудник угља код Алексинца. Овај рудник чували су Бугари и недићевци, а партизани су успели да онеспособе три рударска окна, док су се у четвртом Бугари утврдили. Ова успешна акција имала је велики одјек у алексиначком крају.
Јуна 1944. године био је постављен за команданта 19. српске ударне бригаде, са којим је учествовао у завршним борбама за ослобођење земље. У току рата био је пет пута рањаван.
После ослобођења, наставио је професионалну војну каријеру у Југословенској армији и имао је чин потпуковника. Извесно време је радио у Дванаестој управи Нишке армијске области, а касније је био начелник Штаба дивизије.
Умро је 6. маја 1955. године у Зајечару.
Носилац је Партизанске споменице 1941. и других југословенских одликовања, међу којима су Орден заслуга за народ другог реда, Орден за храброст и Орден партизанске звезде трећег реда. Орденом народног хероја је одликован 27. новембра 1953. године.
Улица у Ћуприји, у којој се налази његова родна кућа носи његово име. На његовој родној кући СУБНОР Ћуприје му је поставио спомен-плоча, а у центру града му је подигнута спомен-биста. Његово име носи и касарна Војске Србије у Ћуприји, а дуги низ година његово име је носила и Техничка школа у Ћуприји.